# Velika nagrada Mediterana 1962
Velika nagrada Mediterana 1962 je bila šestnajsta neprvenstvena dirka Formule 1 v sezoni 1962. Odvijala se je 19. avgusta 1962 na dirkališču Autodromo di Pergusa in je bila prva dirka za Veliko nagrado Mediterana.

## Dirka
| Poz | Dirkač             | Moštvo                            | Konstruktor        | Čas/Odstop.             | Št. mesto |
| --- | ------------------ | --------------------------------- | ------------------ | ----------------------- | --------- |
| 1   | Lorenzo Bandini    | SEFAC Ferrari                     | Ferrari            | 1.09:25.8               | 1         |
| 2   | Giancarlo Baghetti | SEFAC Ferrari                     | Ferrari            | + 32.5 s                | 2         |
| 3   | Carlo Abate        | Scuderia SSS Republica di Venezia | Porsche            | 49 krogov               | 4         |
| 4   | Jo Siffert         | Ecurie Filipinetti                | Lotus-Climax       | 48 krogov               | 3         |
| 5   | Bernard Collomb    | Bernard Collomb                   | Cooper-Climax      | 45 krogov               | 8         |
| 6   | Roberto Lippi      | Scuderia Settecolli               | De Tomaso-O.S.C.A. | 44 krogov               | 11        |
| 7   | Keith Greene       | Gilby Engineering                 | Gilby-BRM          | 41 krogov               | 7         |
| 8   | Wolfgang Seidel    | Autosport Team Wolfgang Seidel    | Lotus-BRM          | 40 krogov               | 10        |
| 9   | Gunther Seiffert   | Autosport Team Wolfgang Seidel    | Lotus-Climax       | 20 krogov               | 12        |
| Ods | Heinz Schiller     | Ecurie Filipinetti                | Porsche            | Puščanje olja           | 5         |
| Ods | Nino Vaccarella    | Scuderia SSS Republica di Venezia | Lotus-Climax       | Motor                   | 6         |
| Ods | "Wal Ever"         | "Wal Ever"                        | Cooper-O.S.C.A.    | Motor                   | 13        |
| DNS | Heini Walter       | Ecurie Filipinetti                | Lotus-BRM          | Umik                    | (9)       |
| WD  | Umberto Filotico   | Umberto Filotico                  | Cooper-Climax      |                         | -         |
| WD  | Jay Chamberlain    | Ecurie Excelsior                  | Lotus-Climax       | Brez dirkalnika         | -         |
| WD  | Kurt Kuhnke        | Kurt Kuhnke                       | Lotus-Borgward     | Nepripravljen dirkalnik | -         |
| WD  | Peter Arundell     | Team Lotus                        | lotus-BRM          |                         | -         |